# Nacionalismo canadiense

Bandera de Canadá.

El nacionalismo canadiense busca promover la unidad, la independencia y el bienestar de Canadá y los canadienses. El nacionalismo canadiense ha sido una fuerza política significativa desde el siglo XIX y, por lo general, se ha manifestado como un intento de promover la independencia de Canadá de la influencia del Reino Unido y los Estados Unidos de América. Desde la década de 1960, la mayoría de los defensores del nacionalismo canadiense han abogado por un nacionalismo cívico debido a la diversidad cultural de Canadá que específicamente ha tratado de igualar la ciudadanía, especialmente para los quebequenses y los canadienses de habla francesa, quienes históricamente enfrentaron la discriminación cultural y económica y la presión asimilacionista inglés de gobiernos dominados por Canadá. El nacionalismo canadiense se convirtió en un tema importante durante las elecciones generales canadienses de 1988 que se centraron en el entonces propuesto Tratado de Libre Comercio entre Canadá y Estados Unidos, y los nacionalistas canadienses se opusieron al acuerdo, diciendo que el acuerdo conduciría a la inevitable asimilación y dominación completa de Canadá por parte de los Estados Unidos. Durante el referéndum de Quebec sobre soberanía de 1995 que buscó determinar si Quebec se convertiría en un estado soberano o si permanecería en Canadá, los nacionalistas y federalistas canadienses apoyaron el lado "no" mientras que los nacionalistas de Quebec apoyaron el lado "sí", lo que resultó en una mayoría muy delgada a favor del lado "no" que apoyaba a Quebec que quedaba en Canadá. 
La versión antes mencionada opta por un cierto nivel de soberanía, mientras permanece dentro de la Mancomunidad de Naciones. Los Tories canadienses son tal ejemplo. Los conservadores canadienses también se opusieron enérgicamente al libre comercio con los Estados Unidos, por temor a la asimilación económica y cultural. Por otro lado, el nacionalismo francés canadiense tiene sus raíces ya en la pre-confederación. Aunque un retrato más preciso del nacionalismo francés canadiense se ilustra con figuras como Henri Bourassa durante la primera mitad del siglo XX. Bourassa abogó por una nación menos dependiente de Gran Bretaña, ya sea política, económica o militarmente, aunque no estaba, al mismo tiempo, optando por una república, como fue el caso de los reformadores radicales francófonos en la Rebelión del Bajo Canadá de 1837. Tampoco Bourassa u otros estaban abogando necesariamente por un nacionalismo provincial, es decir, por la separación de Quebec de Canadá, que se convirtió en un componente importante en la política de Quebec durante la Revolución tranquila y especialmente a través del surgimiento del Parti Québécois en 1968.

## Historia
El objetivo de todos los nacionalistas económicos y políticos ha sido la creación y luego el mantenimiento de la soberanía canadiense. Durante el pasado colonial de Canadá hubo varios movimientos tanto en el Alto Canadá (actual Ontario) como en el Bajo Canadá (actual Quebec) para lograr la independencia del Imperio Británico. Estos culminaron en las fallidas Rebeliones de 1837. Estos movimientos tenían tendencias republicanas y pro-americanas y muchos de los rebeldes huyeron a los Estados Unidos tras el fracaso de la rebelión. Posteriormente, los patriotas canadienses comenzaron a centrarse en el autogobierno y la reforma política dentro del Imperio Británico. Esta fue una causa defendida por los primeros liberales, como el Partido de la Reforma (pre-Confederación) y los Clear Grits, mientras que los primeros conservadores de Canadá, apoyados por instituciones leales y grandes empresas, apoyaron vínculos más fuertes con Gran Bretaña. Tras el logro de la independencia constitucional en 1867 (Confederación), los dos partidos principales de Canadá siguieron temas nacionalistas separados. El primer Partido liberal de Canadá generalmente favoreció una mayor independencia diplomática y militar del Imperio Británico, mientras que el primer Partido Conservador de Canadá luchó por la independencia económica de los Estados Unidos. 

### Libre comercio con los EE. UU.

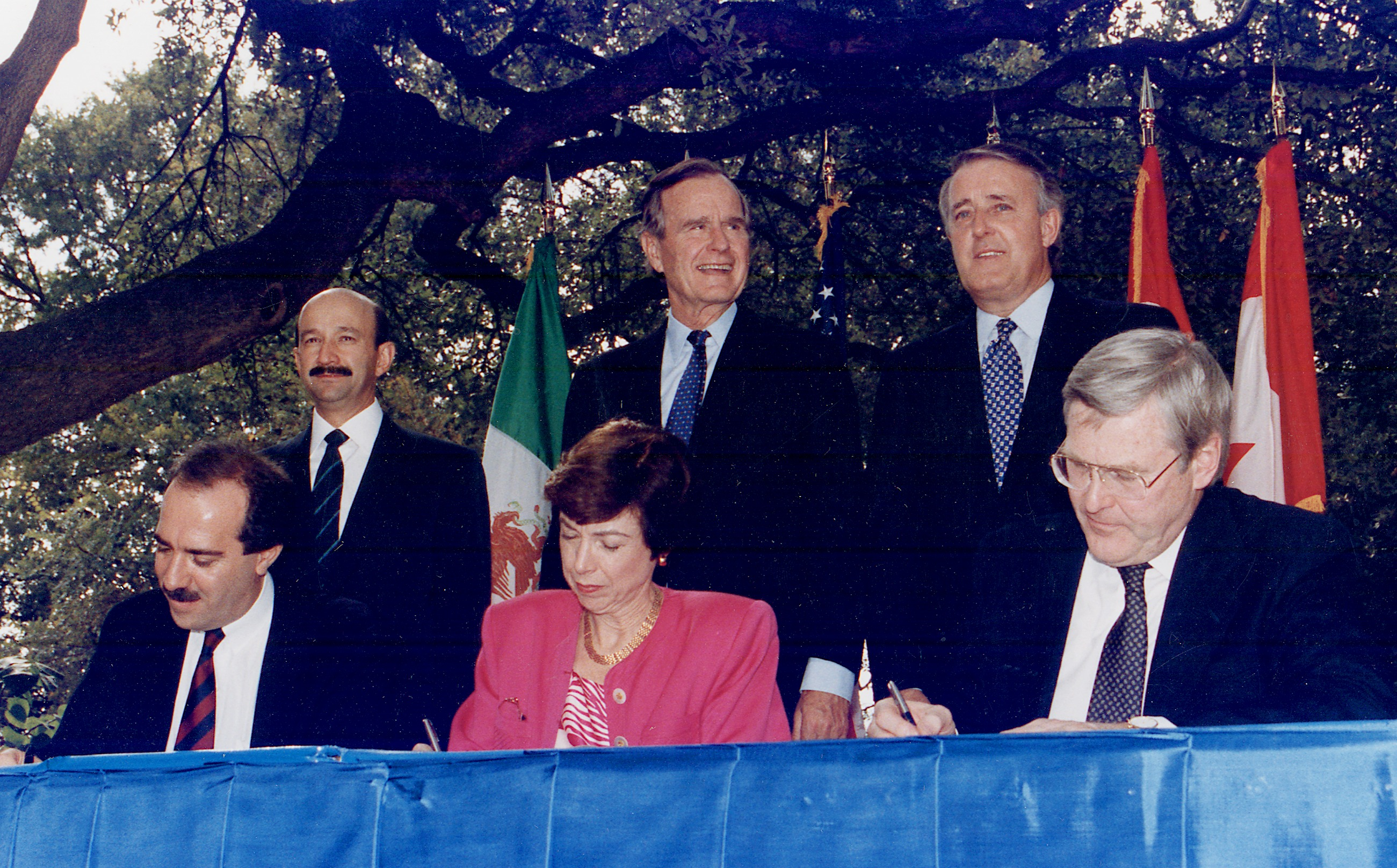
Representantes de los gobiernos de Canadá, México y Estados Unidos firman el Tratado de Libre Comercio de América del Norte (TLCAN) en 1992.

Comenzando antes de la Confederación en 1867, el debate entre el libre comercio y el proteccionismo fue un tema definitorio en la política canadiense. Los nacionalistas, junto con los leales británicos, se opusieron a la idea de libre comercio o reciprocidad por temor a tener que competir con la industria estadounidense y perder la soberanía de los Estados Unidos. Este tema dominó la política canadiense a fines del siglo XIX y principios del XX, y los conservadores adoptaron una postura populista y anti-libre comercio. El líder conservador Sir John A. Macdonald abogó por una agenda de nacionalismo económico, conocida como la Política Nacional. Esto fue muy popular en el este industrializado de Canadá. Mientras que el Partido Liberal de Canadá adoptó un enfoque liberal más clásico y apoyó la idea de un "mercado abierto" con los Estados Unidos, algo temido en el este de Canadá pero popular entre los agricultores en el oeste de Canadá. La Política Nacional también incluyó planes para expandir el territorio canadiense en las praderas occidentales y poblar el oeste con inmigrantes. 
En cada "elección de libre comercio", los liberales fueron derrotados, obligándolos a renunciar a la idea. El tema fue revisado en la década de 1980 por el primer ministro conservador progresista Brian Mulroney. Mulroney revirtió la tradición proteccionista de su partido y, después de afirmar estar en contra del libre comercio durante su campaña de liderazgo en 1983, prosiguió las negociaciones para un acuerdo de libre comercio con los Estados Unidos. Su gobierno creía que esto curaría las enfermedades y el desempleo de Canadá, que habían sido causados por un déficit creciente y una terrible recesión económica a fines de los años ochenta y principios de los noventa. El acuerdo se redactó en 1987 y se celebraron elecciones sobre el tema en 1988. Los liberales, en una inversión de su papel tradicional, hicieron campaña contra el libre comercio bajo el ex primer ministro John Turner. Los conservadores ganaron las elecciones con una gran mayoría, en parte debido al apoyo de Mulroney en Quebec entre los nacionalistas de Quebec a quienes prometió el estatus de "sociedad distinta" para su provincia. 
Después de las elecciones de 1988, los opositores al libre comercio señalaron el hecho de que el Partido PC de Brian Mulroney recibió la mayoría de los escaños en el parlamento con solo el 43% de los votos, mientras que el Partido Liberal y el Nuevo Partido Democrático juntos se opusieron al acuerdo recibió el 51% de los votos, mostrando la oposición de una clara mayoría de la población. 

### Guerras mundiales

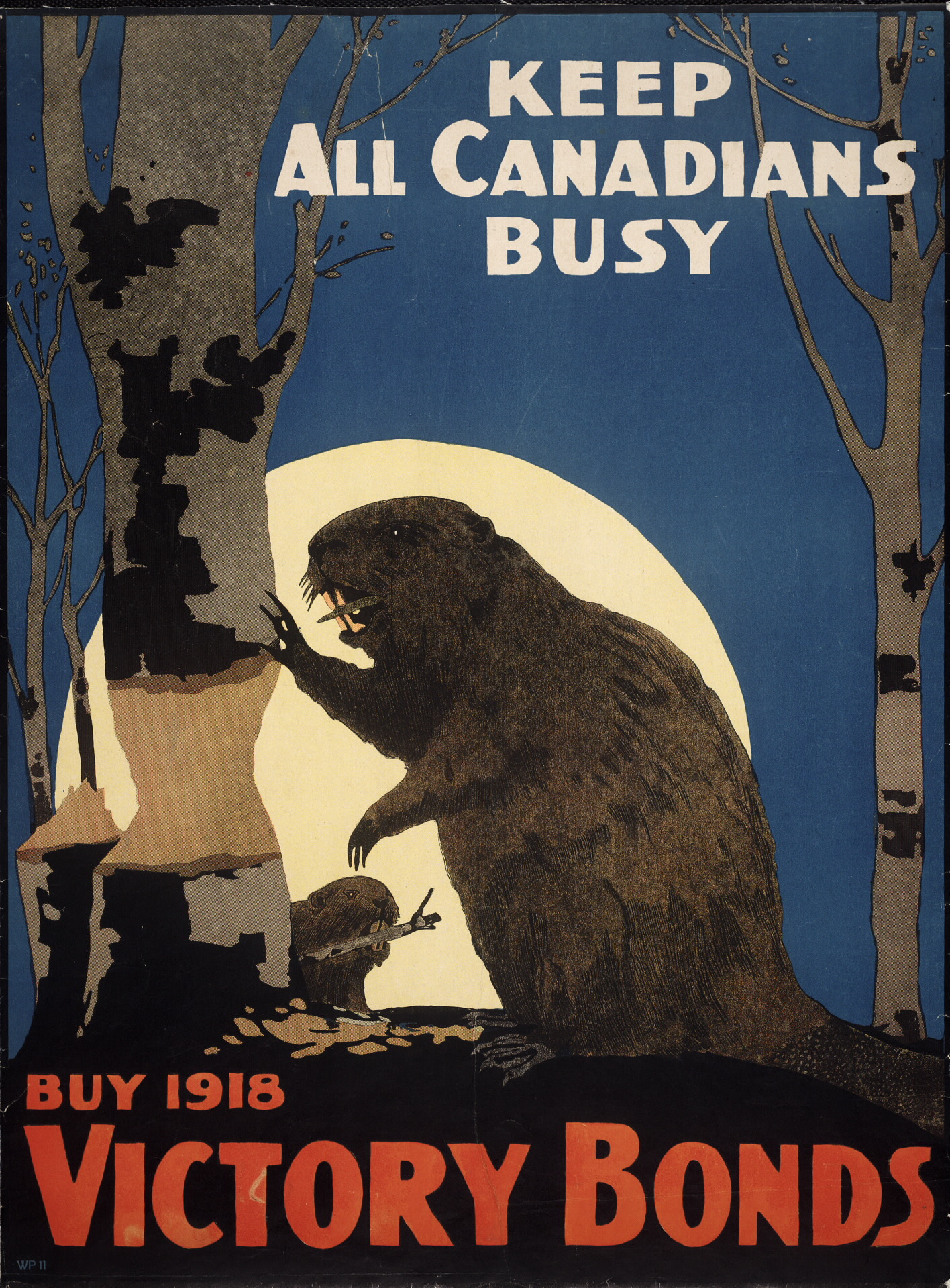
"Mantener a todos los canadienses ocupados comprando bonos de victoria de 1918."

Los historiadores debaten el impacto de la Primera Guerra Mundial en la evolución de la identidad de Canadá. Si bien existe un consenso de que en vísperas de la guerra, la mayoría de los canadienses de habla inglesa tenían una identidad híbrida imperial-nacional, los efectos de la guerra en el surgimiento de Canadá como nación son complejos. Los medios de comunicación canadienses a menudo se refieren a la Primera Guerra Mundial y, en particular, a la Batalla de Vimy Ridge, como el "nacimiento de una nación". Algunos historiadores consideran que la Primera Guerra Mundial es la "guerra de independencia" de Canadá. Argumentan que la guerra disminuyó la medida en que los canadienses se identificaron con el Imperio Británico e intensificaron su sentido de ser canadienses primero y sujetos británicos en segundo lugar. 
Este sentido se expresó durante la crisis de Chanak cuando, por primera vez, el gobierno canadiense declaró que una decisión del gobierno británico de ir a la guerra no implicaría automáticamente la participación canadiense. 
Otros historiadores discuten enérgicamente la opinión de que la Primera Guerra Mundial minó la identidad híbrida imperial-nacional del Canadá de habla inglesa. Phillip Buckner afirma que: "La Primera Guerra Mundial se sacudió pero no destruyó esta visión británica de Canadá. Es un mito que los canadienses emergieron de la guerra alienados y desilusionados de la conexión imperial. "Sostiene que la mayoría de los canadienses de habla inglesa "continuaron creyendo que Canadá era, y debería seguir siendo, una nación" británica "y que debería cooperar con los otros miembros de la familia británica en la Mancomunidad Británica de Naciones." Sin embargo, hay dos mecanismos posibles por los cuales la Primera Guerra Mundial pudo haber intensificado el nacionalismo canadiense: 1) El orgullo de los logros de Canadá en el campo de batalla promovió el patriotismo canadiense demostrablemente, y 2) la guerra alejó a Canadá de Gran Bretaña en que los canadienses reaccionaron a la pura masacre en el Frente occidental adoptando una actitud cada vez más antibritánica.
Aun así, el gobernador general, Lord Tweedsmuir, provocó la ira de los imperialistas cuando dijo en Montreal en 1937: "La primera lealtad de un canadiense no es a la Mancomunidad de Nacionesbritánica, sino a Canadá y al Rey de Canadá." La Gaceta de Montreal apodó la declaración "desleal".

### Nacionalismo quebequés

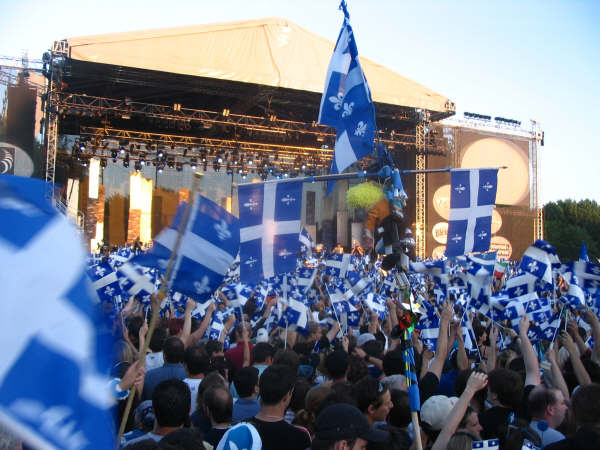
Fête Nationale du Québec (o Saint-Jean-Baptiste Day) celebrada aquí en junio de 2006.

Otra fuente joven de nacionalismo pancanadiense vino de Quebec a principios del siglo XX. Henri Bourassa, alcalde de Montebello y antiguo miembro liberal del Parlamento, creó la Liga Nacionalista Canadiense (Ligue nationaliste canadienne) apoyando un papel independiente para Canadá en los asuntos exteriores opuestos al imperialismo británico y estadounidense. Bourassa también apoyó la autonomía económica canadiense. Bourassa fue instrumental en la derrota de Sir Wilfrid Laurier en las elecciones federales de 1911 sobre el tema de una Armada canadiense controlada por el Imperio Británico, algo a lo que se opuso furiosamente. Al hacerlo, ayudó al Partido Conservador de Sir Robert Borden en esa elección, un partido con fuertes simpatías imperialistas británicas.
En las elecciones federales de 1917 también fue decisivo para oponerse al plan de reclutamiento del gobierno de Borden y, como resultado, ayudó a los liberales Laurier en Quebec. Su visión de un Canadá unificado, bicultural, tolerante y soberano sigue siendo una inspiración ideológica para muchos nacionalistas canadienses. Alternativamente, su nacionalismo franco-canadiense y su apoyo para mantener la cultura canadiense francesa inspiraría a los nacionalistas de Quebec, muchos de los cuales eran partidarios del movimiento de soberanía de Quebec. 

### Política nacionalista
Los intentos modernos de formar un popular partido nacionalista canadiense han fracasado. El Partido Nacional de Canadá fue el más exitoso de los intentos recientes. Dirigido por el exeditor Mel Hurtig, los Nacionales recibieron más de 183,000 votos o 1.38% del voto popular en las elecciones de 1993. Sin embargo, las luchas internas llevaron a la desaparición del partido poco después. Esto fue seguido por la formación del Canadian Action Party en 1997. Creado por un exministro liberal de Defensa, Paul Hellyer, la PAC no ha logrado atraer una atención significativa del electorado desde ese momento. Un agricultor orgánico y activista nacionalista de Saskatchewan llamado David Orchard intentó llevar una agenda nacionalista a la vanguardia del antiguo Partido Conservador Progresista de Canadá. A pesar de atraer a miles de nuevos miembros a un partido en decadencia, no tuvo éxito en asumir el liderazgo y evitar la fusión con la antigua Alianza Canadiense.
Varios grupos de activistas/cabilderos, como el Consejo de Canadienses, junto con otros grupos progresistas, ambientalistas y laborales han hecho una campaña incansable contra los intentos de integrar la economía canadiense y armonizar las políticas gubernamentales con las de los Estados Unidos. Señalan amenazas supuestamente planteadas para el medio ambiente de Canadá, los recursos naturales, los programas sociales, los derechos de los trabajadores canadienses y las instituciones culturales. Esto se hace eco de las preocupaciones de un gran segmento de la población canadiense.[cita requerida]   El Consejo nacionalista de canadienses asumió un papel de liderazgo en las protestas de los debates sobre la Asociación de Seguridad y Prosperidad y las conversaciones anteriores entre los gobiernos anteriores de Canadá y Estados Unidos sobre " integración profunda". 
A 2010 las preocupaciones sobre la unidad nacional han disminuido hasta cierto punto y el sentimiento nacionalista entre la población en general ha aumentado. Incluso en Quebec, durante mucho tiempo un foco de sentimiento secesionista, ha surgido una gran mayoría que expresa orgullo y lealtad hacia Canadá en su conjunto. De hecho, describió a Canadá como postnacional, una descripción que, según algunos críticos, va en contra de las tendencias actuales en Europa y Estados Unidos. Sin embargo, el Primer Ministro Trudeau, elegido en 2015, ha defendido sentimientos claramente antinacionalistas durante su mandato (o al menos sentimientos que son contrarios al nacionalismo tradicional). En la medida en que los canadienses han abrazado el nacionalismo en los últimos años, ha sido un nacionalismo más inclusivo, en contraste con el nacionalismo exclusivo que ha surgido recientemente en los Estados Unidos y algunas otras naciones occidentales.

## Lista de grupos nacionalistas en Canadá

### Izquierdista
- Centro izquierda a izquierda
  - Partido de Acción Canadiense
  - El Consejo de Canadienses
- Extrema izquierda
  - The Waffle: la antigua facción de extrema izquierda del Nuevo Partido Democrático, purgada por el exlíder David Lewis en la década de 1970.
  - Grupo Jengibre

### Derechista
- Centro derecha a derecha
  - Partido Conservador Progresista, especialmente bajo John Diefenbaker, y con el liderazgo del candidato de David Orchard
  - Partido Canadiense Progresista
  - Partido Popular de Canadá
- Extrema derecha
  - Partido Nacional Social Cristiano - antiguo partido fascista y nacionalsocialista prohibido en 1940
  - Alianza Nacional de Ciudadanos - partido nacionalista registrado
  - Partido Nacionalista de Canadá - partido de extrema derecha no registrado
  - Primer Partido de Canadá - partido nacionalista no registrado
  - Partido Nacionalista Canadiense - partido nacionalista registrado

### Departamentos del gobierno canadiense a cargo del nacionalismo cultural
- Departamento de Herencia Canadiense
- Fundación Heritage Canadá
- Consejo de Canadá para las Artes

## Líderes nacionalistas canadienses
- William Lyon Mackenzie
- Louis-Joseph Papineau
- Sir John A. Macdonald
- Sir George-Étienne Cartier
- Sir Wilfrid Laurier
- Henri Bourassa
- John Diefenbaker
- Pierre Trudeau
- Adrien Arcand

## Antinacionalistas canadienses
- Alan Milliken Heisey Sr.